# Касумигаура (озеро)
Касумига́ура (яп. 霞ヶ浦) или Нисиура (яп. 西浦, «западное озеро») — лагунное озеро в Японии, находится в префектуре Ибараки региона Канто. Касумигаура является вторым по величине внутренним озером Японии (после озера Бива).

## История и название
Около 6 тыс. лет назад Касумигаура являлось частью залива, также включавшего в себя низовья Тоне и нынешние озёра Тега-Нума и Имба-Нума. Между I и V веками нашей эры Касумигаура приняло нынешние очертания, а в середине XVII века стало пресным.
В нынешнем виде озеро (как и его название Касумигаура) сформировалось в средние века из-за естественного распада более крупного водоёма (носившего названия: Нагареуми, Насоаканоуми, Утиноуми) на группу озёр (Нисиура, Китаура, Сатонасакаура), которая ныне так же носит название Касумигаура.
В 1963 году в устье Хитатитоне была возведена плотина, что оказало большое влияние на состояние и морфологию озера.

## Общее описание
Озеро Касумигаура располагается на равнине Канто в восточной части острова Хонсю, на высоте 0,16 м над уровнем моря. Площадь озера составляет 172 (167,6) км². Максимальная глубина равна 7,1 м (7,2 м), средняя — 4 метра (3,8 м). В озеро впадают реки Сакура и Коисе, а также 54 других водотока. Через протоку сообщается с озером Сатонасакаура, а то в свою очередь через протоку Хитатитоне-Гава с нижним течением реки Тонэ. На берегах озера расположены города Касумигаура и Цутиура. На территории бассейна озера (1915 — 2135 км²) проживает около миллиона человек (964 тыс. в начале XXI века). Около 23 % бассейна озера занимают леса, около 26 % — рисовые поля, около 21 % — прочие сельскохозяйственные земли, около 11 % — водная поверхность
В центральной части озера дно сложено илистыми осадками, у берегов и устьев рек — песчаными осадками и галькой.
Среднегодовая норма осадков в районе озера составляет около 900-1250 мм, испарение — около 600 мм, средняя температура воздуха — 14°С.

## Качество воды
Касумигаура представляет собой эвтрофное озеро, наблюдается цветение воды, вызываемое цианобактериями Oscillatoria и Phormidium. Согласно измерениям, проведённым в 1996 году, ХПК достигает 10 мг/л; общее содержание азота составило 1,1 мг/л, общее содержание фосфора — 0,14 мг/л.

## Охрана и хозяйственное значение
Акватория озера и некоторые прилегающие к нему участки входят в состав нескольких охраняемых государством природных территорий, крупнейшей из которых является квази-национальный парк Суйго-Цукуба.
В настоящее время озеро Касумигаура используется для рыболовства, разведения различных видов рыб, культивации пресноводного жемчуга, орошения, туризма; вода из озера берётся для производственных циклов местной промышленностью.
До начала 1960-х годов на озере было сильно развито традиционное рыболовство, но после скачка засоления воды, вызванного постройкой приливного шлюза, улов резко сократился.
С 1970-х годов по 1996 год вдоль берега сооружались бетонные дамбы. В начале XXI века предпринимаются усилия по восстановлению заболоченных участков вдоль берега, необходимых для местной экосистемы.